# Agape z Terni
Svatá Agape z Terni byla duchovní učednicí svatého Valentina z Terni, který vedl část žen k duchovnímu životu. Za svou víru byla umučena. Zemřela roku asi 273.
Její svátek se slaví 15. února.